# Stazione di Rocca di Fondi

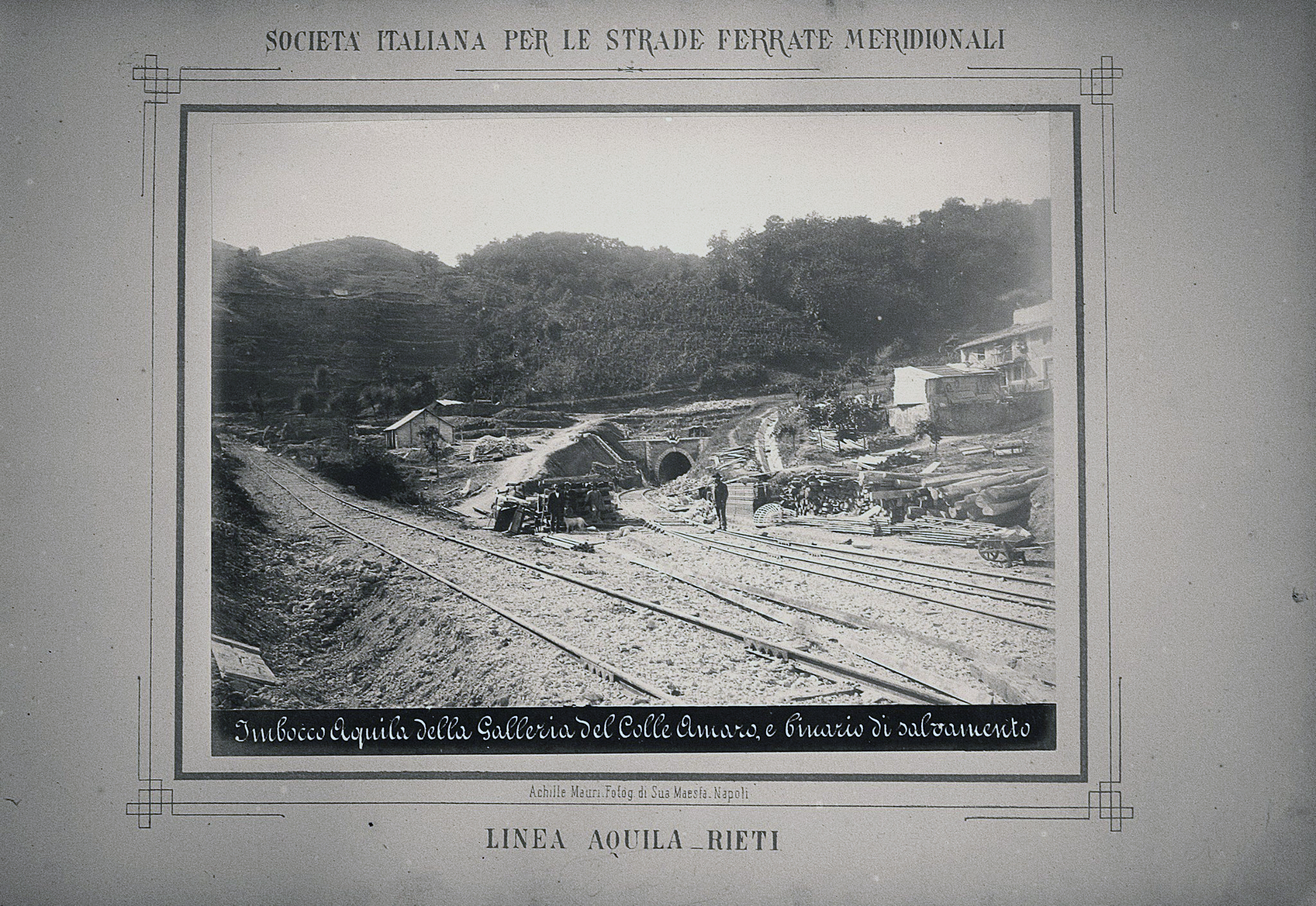
Il piazzale della stazione quando ancora era in costruzione. Sono visibili il binario di salvamento e l'imbocco della galleria Colle Amaro

La stazione di Rocca di Fondi è una stazione ferroviaria posta sulla linea Terni-Sulmona. Serve la località di Rocca di Fondi, frazione del comune di Antrodoco.

## Movimento
Al 2007, l'impianto risultava frequentato da un traffico giornaliero medio di 10 persone.